# Quadrangle d'Iapygia

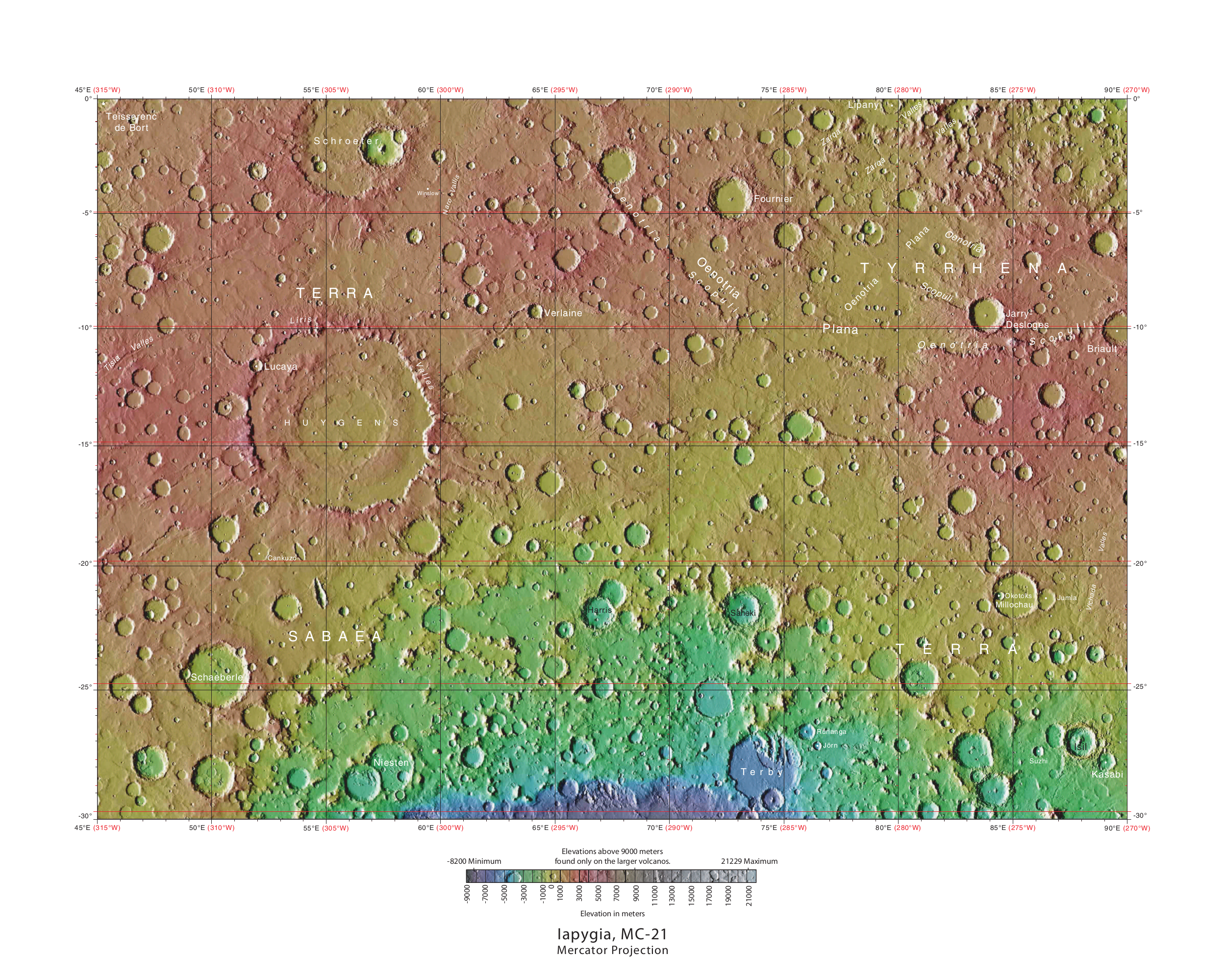
Quadrangle d'Iapygia

En aréographie (géographie martienne), le quadrangle d'Iapygia — également identifié par le code USGS MC-21 — désigne une région de la planète Mars définie par des latitudes comprises entre 0° et 30° S et des longitudes comprises entre 45° et 90° E.

## Géographie
Cette région est plutôt homogène, formée de terrains noachiens anciens et fortement cratérisés constitués en deux ensembles majeurs : Terra Sabaea à l'est et Tyrrhena Terra à l'ouest du quadrangle, ayant une altitude comprise entre 1 000 et 3 000 m. Le sud du quadrangle, en revanche, est affecté par la proximité du grand bassin d'impact d'Hellas Planitia, au centre d'une dépression très creuse dont les terrains sont situés souvent à plus de 7 000 m sous le niveau de référence.

### Cratères d'impact
Les cratères référencés du quadrangle d'Iapygia sont :
- Huygens (410 km) par 14,1° S et 55,4° E, dans la région de Terra Sabaea
- Schroeter (292 km) par 1,9° S et 55,6° E, dans la région de Terra Sabaea au nord du cratère Huygens
- Terby (174 km) par 28,0° S et 74,1° E, en bordure septentrionale d'Hellas Planitia
- Schaeberle (160 km) par 24,5° S et 50,1° E, dans le sud de la région de Terra Sabaea, au sud-ouest du cratère Huygens non loin d'Hellas Planitia
- Fournier (118 km) par 4,3° S 72,6° E, dans la région de Tyrrhena Terra
- Millochau (115 km) par 21,2° S et 84,9° E, au sud-ouest de la région de Tyrrhena Terra, non loin d'Hellas Planitia
- Briault (97 km) par 10,1° S et 89,6° E, dans la région de Tyrrhena Terra
- Jarry-Desloges (92 km) par 9,4° S et 83,7° E, dans la région de Tyrrhena Terra
- Saheki (85 km) par 21,5° S et 73,0° E[1], en bordure septentrionale d'Hellas Planitia
- Isil (82 km) par 27,0° S et 87,8° E, au sud de la région de Tyrrhena Terra
- Jumla (45,0 km) par 21,08° S et 86,4° E[2], dans le sud de la région de Tyrrhena Terra sur le flanc est du cratère Millochau
- Kasabi (43 km) par 27,8° S et 89,0° E, dans le sud de la région de Tyrrhena Terra en bordure du cratère Isil
- Verlaine (43 km) par 9,2° S et 64,0° E, dans l'est de la région de Terra Sabaea
- Runanga (40 km) par 26,4° S et 75,9° E[3], en bordure septentrionale d'Hellas Planitia près du cratère Terby
- Suzhi (25 km) par 27,4° S et 86,0° E, dans le sud de Tyrrhena Terra près d'Hellas Planitia
- Okotoks (22,6 km) par 20,98° S et 84,3° E[4], à l'intérieur du cratère Millochau
- Jörn (20,7 km) par 26,92° S et 76,33° E[5], dans le sud-ouest de Tyrrhena Terra à proximité du cratère Runanga

### Vallées
Un certain nombre de vallées parcourent la région, notamment :
- Tisia Valles centrées par 11,8° S et 45,7° E et s'étendant sur 399 km à l'ouest du cratère Huygens,
- Liris Valles centrées par 10,6° S et 57,9° E et s'étendant sur 613 km en bordure nord-est du cratère Huygens
- Naro Vallis centrée par 3,9° S et 60,6° E et s'étendant sur 393 km à l'est du cratère Schroeter
- Vichada Valles centrées par 19,4° S et 88,1° E[6] et s'étendant sur 430 km au sud de Tyrrhena Terra.

### Autres formations
Outre le cratère Huygens, la formation la plus remarquable de cette région est un très long escarpement baptisé Oenotria Scopulus, qui court sur quelque 1 360 km au nord-ouest de Tyrrhena Terra et centré par 11,0° S et 76,9° E ; il s'agit d'un arc de cercle irrégulier plus ou moins concentrique (ou parallèle) à Isidis Planitia, située au nord-est de la région.